# Euphranta japonica
Euphranta japonica är en tvåvingeart som först beskrevs av Ito 1947.  Euphranta japonica ingår i släktet Euphranta och familjen borrflugor. Inga underarter finns listade i Catalogue of Life.